# Consejo de la Suprema y General Inquisición
Der Consejo de la Suprema y General Inquisición, (zu deutsch etwa: Hoher und Allgemeiner Rat der Inquisition) meist kurz „Suprema“ genannt, wurde zwischen 1483 und 1488 als zentrale Verwaltungs- und Aufsichtsbehörde der Spanischen Inquisition geschaffen. Er war eines von mehreren kollektiven Ratsgremien, die König Ferdinand und Königin Isabella in Kastilien einrichten ließen, um eine effektivere Staatsverwaltung zu erreichen. Die Suprema war eine ausschließlich staatliche Einrichtung, auch wenn der Vorsitzende, der vom Papst ernannte Generalinquisitor, und die Ratsmitglieder Kleriker waren.

## Entwicklung der Suprema
Die ersten Inquisitionstribunale, die in Kastilien ab 1480 eingerichtet wurden, arbeiteten unabhängig voneinander. Der 1483 in den Herrschaftsgebieten der Krone von Kastilien und in den Herrschaftsgebieten der Krone von Aragonien eingesetzte Generalinquisitor sollte im Auftrag des Papstes die Einhaltung der Vorgaben des Kirchenrechts und der christlichen Lehre durch die Inquisitoren fördern und überwachen. Er war im Auftrag der Krone für die Funktionsfähigkeit der Tribunale verantwortlich. Das betraf die Einrichtung neuer Inquisitionsbezirke, die Einstellung und Besoldung des Personals, die räumliche Unterbringung, die Verwaltung der beschlagnahmten Güter usw. Diese Aufgabe konnte nicht von einer einzelnen Person erledigt werden. Es wird angenommen, dass der damalige Generalinquisitor Tomás de Torquemada im Auftrag des Königs Ferdinand die neue Verwaltungsstruktur für die Spanische Inquisition nach dem Vorbild anderer „Consejos“ (Ratsgremien) einrichtete. Die ersten Nachweise, für das Vorhandensein des Consejo de la Suprema y General Inquisición stammen aus dem Jahr 1488. Da es sich nicht um eine kirchliche Institution handelte, sondern um ein von der Krone eingesetztes Staatsorgan, gibt es keine Schreiben des Heiligen Stuhles an die „Suprema“. Der Papst richtete sich entweder an die Königin und den König, den Generalinquisitor, an einzelne Inquisitoren oder an die Gesamtheit der Inquisitoren der Spanischen Inquisition. 1507 errichtete König Ferdinand zwei Consejos, einen für Kastilien und einen für Aragonien. Erst 1518, mit der Ernennung Adrians von Utrecht zum Generalinquisitor in den Herrschaftsgebieten der Kronen von Kastilien und Aragonien wurden sie wieder zusammengelegt.

## Aufgaben der Suprema
Der Consejo de la Suprema y General Inquisición war grundsätzlich ein Beratungsorgan, das den vom Papst ernannten Generalinquisitor beraten und unterstützen sollte. Die Aufgabenverteilung zwischen dem Generalinquisitor und der Suprema war nicht eindeutig festgelegt. Im Lauf der über 300 Jahre des Bestehens der Institution wurde nie abschließend geklärt, welche Angelegenheiten die Suprema selbständig erledigen konnte und welche Entscheidungen dem Generalinquisitor vorbehalten waren. Die Suprema beschäftigte sich daher, wenigstens beratend, mit allen Angelegenheiten, die zum Aufgabenbereich des Generalinquisitors gehörten. Während der Zeiten zwischen dem Tod eines Generalinquisitors und dem Amtsantritt des neuen, die bis zu einem Jahr dauerten, übernahm die Suprema als staatliches Organ die zentrale Kontrolle über alle Angelegenheiten des Glaubens, mit denen der Papst den Generalinquisitor betraut hatte.

### Rechtliche Angelegenheiten

#### Überwachung der Tribunale
Als eine der wichtigsten Aufgaben der Suprema galt die Überwachung der regionalen Tribunale. Die Arbeit dieser Institutionen war durch die, von den Generalinquisitoren herausgegebenen, „Instrucciones“ geregelt. Die Einhaltung dieser grundlegenden Normen wurde durch Visitationen und die Überprüfung der Verfahrensprotokolle kontrolliert. Um Sonderfälle der örtlichen Inquisitionsgerichte zu regeln wurden im Lauf der Zeit von Seiten der Suprema zunehmend Einzelanweisungen erlassen, die als „Cartas Acordadas“ bezeichnet wurden. Ab 1632 mussten die Tribunale der Suprema monatlich Bericht über ihre Tätigkeit übersenden. Ab 1647 durften sie kein Urteil vollstrecken ohne die Zustimmung des Consejos und kein Autodafé durchführen ohne die Zustimmung des Generalinquisitors. Ab der Mitte des 17. Jahrhunderts mussten alle Urteile der örtlichen Inquisitionstribunale von der Suprema bestätigt werden.
Die Generalinquisitoren waren üblicherweise die einzige vom Papst eingesetzte Berufungsinstanz für alle Entscheidungen der Tribunale der Spanischen Inquisition. Bei der Beurteilung der Entscheidungen der Tribunale beriet die Suprema den Generalinquisitor.

#### Limpieza de Sangre
Da der Consejo de la Suprema y General Inquisición über alle Urteile der Spanischen Inquisition informiert wurde, war er in der Lage festzustellen ob Vorfahren einer bestimmten Person von einem Inquisitionsgericht verurteilt worden waren. Die Suprema bearbeitet die Anträge auf Feststellung der Reinheit des Blutes und stellte die entsprechenden Urkunden aus.

#### Buchzensur
Mit der Zunahme der gedruckten Bücher wurde die Zensur verbotener Bücher ein Betätigungsfeld des Consejo de la Suprema y General Inquisición. Die Inquisition war nicht für die Druckgenehmigungen im Land zuständig, sondern nur für die Beurteilung im Ausland gedruckter Bücher. Unter der Leitung des Generalinquisitors Fernando de Valdes wurde 1559 ein Index der verbotenen Bücher veröffentlicht.

### Wirtschaftliche Angelegenheiten
Die wirtschaftlichen Fragen der Spanischen Inquisition waren kein Teil der Rechtsprechung die der Papst dem Generalinquisitor übertragen hatte. Diese Aufgabe nahm die Suprema als staatliche Verwaltungsbehörde war. Gewinne und Verluste der Spanischen Inquisition kamen der Staatskasse zugute oder belasteten sie. Besonders in der Anfangsphase entstanden Kosten bei der Einrichtung neuer Inquisitionsbezirke. Es mussten Gebäude und Ausstattungen für den Sitz der Tribunale und die Gefängnisse beschafft werden. Es mussten die Inquisitoren und das sonstige Personal besoldet werden. Es entstanden Kosten für die Verwertung der beschlagnahmten Güter. Im Gegenzug entstanden Einnahmen durch den Einzug von Vermögen oder die Zahlung von Geldstrafen. Ein Teil der beschlagnahmten Güter gingen in das Vermögen der Suprema über und wurde gewinnbringend genutzt. Nur in der ersten Zeit des Bestehens der Spanischen Inquisition übertrafen die Einnahmen die Ausgaben.
Bezüglich der Berufung der Sekretäre, Berichterstatter und des sonstigen Personals der Suprema berieten die Mitglieder der Suprema den Generalinquisitor. Ähnlich verhielt es sich bei der Ernennung, der Überprüfung und der Abberufung der Inquisitoren der örtlichen Tribunale und der übrigen Helfer die die örtlichen Tribunale zur Erledigung ihrer Angelegenheiten benötigten.

## Zusammensetzung der Suprema
Generalinquisitor
Der vom Papst, auf Vorschlag des Königs, ernannte Generalinquisitor war Vorsitzender der Suprema.
In einem Breve vom 23. Juni 1494 ernannte Papst Alexander VI. Martín Ponce de León, Erzbischof von Messina, Íñigo Manrique de Lara, Bischof von Córdoba, Francisco Sánchez de la Fuente, Bischof von Avila und Alfonso de la Fuente de Salce, Bischof von Mondoñedo zu Generalinquisitoren, die zusammen mit Tomás de Torquemada handeln sollten.
Mitglieder
Zu Beginn hatte die Suprema vier „Consejeros“ (Ratsmitglieder) oder „Consiliarios“ (Berater). Die Anzahl wurde im 16. Jahrhundert auf sechs erhöht. Sie wurden auf Vorschlag des Generalinquisitors vom König ernannt. Sie waren häufig vor ihrer Ernennung als Inquisitoren eines Bezirkes oder in anderer Funktion wie z. B. als Fiskal bei der Suprema tätig. Aber auch Personen mit Erfahrungen in anderen staatlichen Ratsgremien wurden zu Mitgliedern des Consejo de la Suprema y General Inquisición berufen.
Personal
Im Gegensatz zu den Mitgliedern waren die Mitarbeiter üblicherweise Laien.
Der Secretario de Cámara del Rey war der Verbindungsmann zwischen der Suprema und dem König.
Die zwei Secretarios del Consejo waren für die Organisation des Ablaufes der Tätigkeit der Suprema zuständig. Ein Sekretär, der aus dem Herrschaftsgebiet der Krone von Aragonien stammte war für diesen Bereich sowie Navarra und Amerika zuständig. Der andere Sekretär stammte aus dem Herrschaftsgebiet der Krone von Kastilien und war für diesen Bereich zuständig.
Der Fiscal de la Suprema bearbeitete die Anzeigen und bereitete die Anklagen vor. Er suchte nach möglichen Zeugen und prüfte die Akten auf bereits entschiedene Fälle, bei denen ein Zusammenhang mit neuen Anklagen bestehen könnte. 
Der Alguacil mayor war zuständig für die Festnahme von Beschuldigten und für die vorläufige Beschlagnahme ihres Eigentums.
 Der Receptor war ein Beamter der die Einnahmen der Inquisition verwaltete. Er kümmerte sich um die vorläufige Verwaltung der Güter der Angeklagten und später um die Verwertung der Güter der Verurteilten. 
Die Relatores waren die Beamten die die Dokumente und Berichte ausarbeiteten aufgrund derer die Richter die Urteile fällten.